# Isak Hansen-Aarøen
Isak Hansen-Aarøen (Tromsø, 22 de agosto de 2004) es un futbolista noruego que juega como centrocampista en el Werder Bremen de la Bundesliga de Alemania.

## Trayectoria
Comenzó su carrera en la cantera del Tromsø IL. A la edad de diez años, participó en la Final Mundial de Habilidades de las Escuelas de Fútbol del Manchester United, celebrada en las instalaciones de entrenamiento del Manchester United F. C. En 2019 ganó el premio al Talento del Año sub-15 en un concurso organizado por la Federación Noruega de Fútbol, TV 2 Direkte y la iniciativa Héroes del Mañana de Equinor.
Debutó con el primer equipo del Tromsø el 6 de julio de 2020, sustituyendo a Kent-Are Antonsen en los últimos minutos de la victoria por 2-0 en Kongsvinger IL en un partido de la primera división noruega. Se convirtió en el jugador más joven de la historia del club con 15 años y 323 días.
En agosto de 2020 fichó por el Manchester United. Anteriormente había estado a prueba con el Liverpool F. C. y el Everton F. C. El 29 de septiembre debutó en el EFL Trophy con el equipo sub-21 del United contra el Rochdale A. F. C. El 2 de octubre debutó en la Premier League 2 contra el Blackburn Rovers sub-23. El 27 de agosto de 2021 firmó su primer contrato profesional con el Manchester United.
Tras estar 4 años en el equipo, fue traspasado al Werder Bremen el 1 de febrero de 2024.

## Selección nacional
Ha sido internacional con Noruega en las categorías sub-15, sub-16, sub-18 y sub-19. El 20 de febrero de 2020 marcó un triplete contra Eslovaquia sub-16.